# Irisbus Agora
L'Irisbus Agora, també conegut amb els noms de Renault Agora i Renault Citybus, és un model d'autobús urbà produït primer pel fabricant d'automòbils francés Renault entre els anys 1995 i 2002, i posteriorment pel fabricant Irisbus entre els anys 2002 i 2005; també fou fabricat per Karosa després de ser comprada per Renault. L'Agora fou el primer autobús amb suspensió rebaixada produït en massa a França i succeïa al Renault R312 i Renault PR100. Fou produït en versió standard de 12 metres i articulada de 18 metres. Fou presentat en ocasió del congrés de la Unió Internacional del Transport Públic (UITP) a París. Igual que l'Irisbus Civis, l'Agora podia equipar el guiat òptic Optiguide-Optiboard comecialitzat per Siemens AG.

## Història

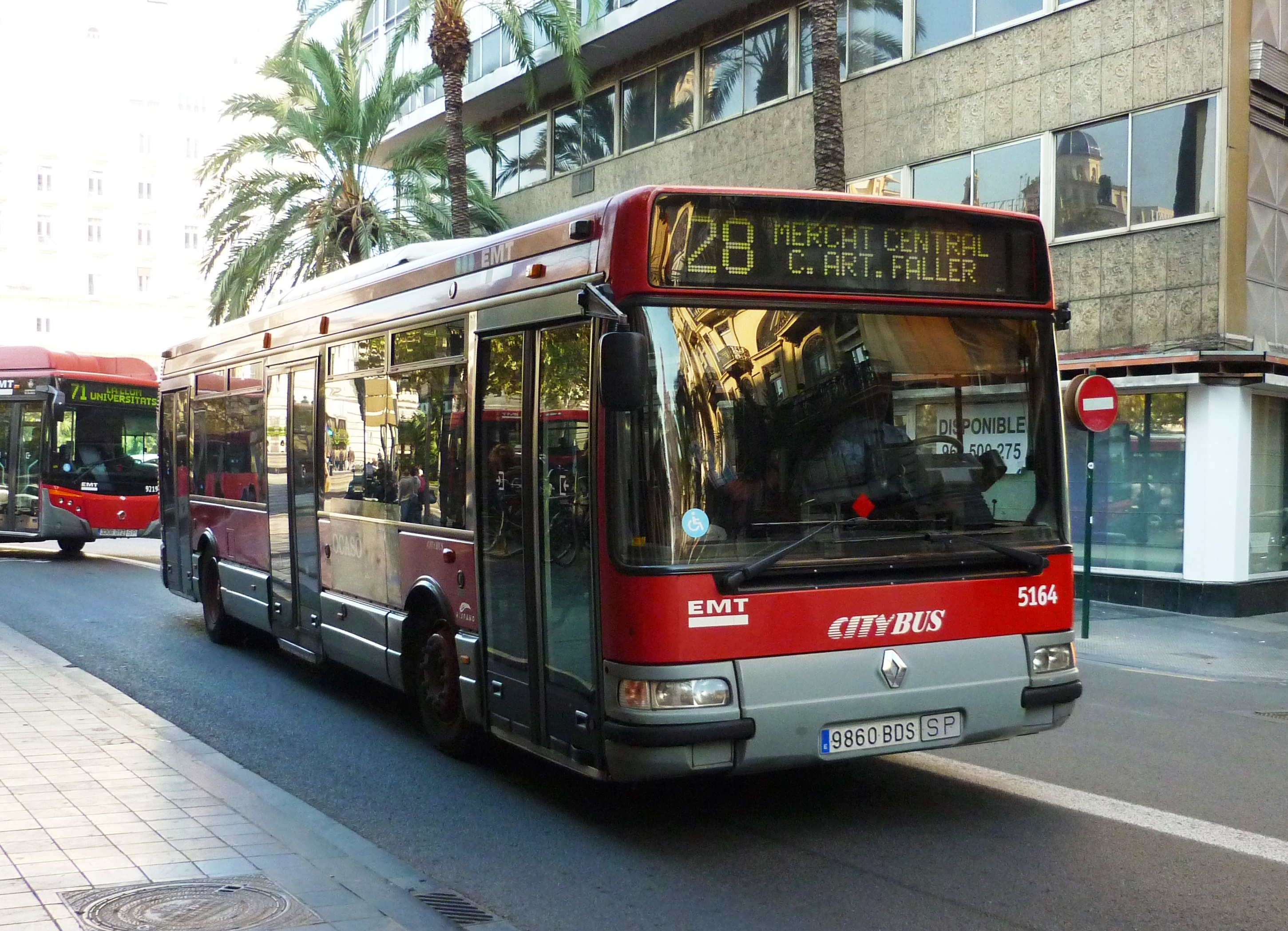
Renault Citybus de l'EMT València

A principis dels anys 90, les vendes del Renault R312, llançat només l'any 1987, patien la naixent competència dels nous autobusos amb pis rebaixat. Així, Renault presentà el seu primer xàssis d'autobús rebaixat l'any 1994. El mateix any, Heuliez llançà l'Heuliez GX317 construït sobre la nova basse Renault.
El 1995, Renault llançà l'Agora standard (o Agora S), tot i que les primeres entregues no començarien fins al 1996 a França. Paral·lelament, Renault comercialitzà amb la seua marca unitats carrossades per Heuliez per tal de mantindre les vendes; a Espanya, van començar a comercialitzar-se per Hispano Carrocera i fou conegut primer com a Renault Citybus i com a Irisbus Citybus després. Les primeres unitats fins al 1996 equipaven una motorització dièsel MIDR 06.20.45 F/L conforme amb la normatva d'emissions Euro 1 de sis cilindres en línia i 10.000 centímetres cúbics amb turbocompressor.

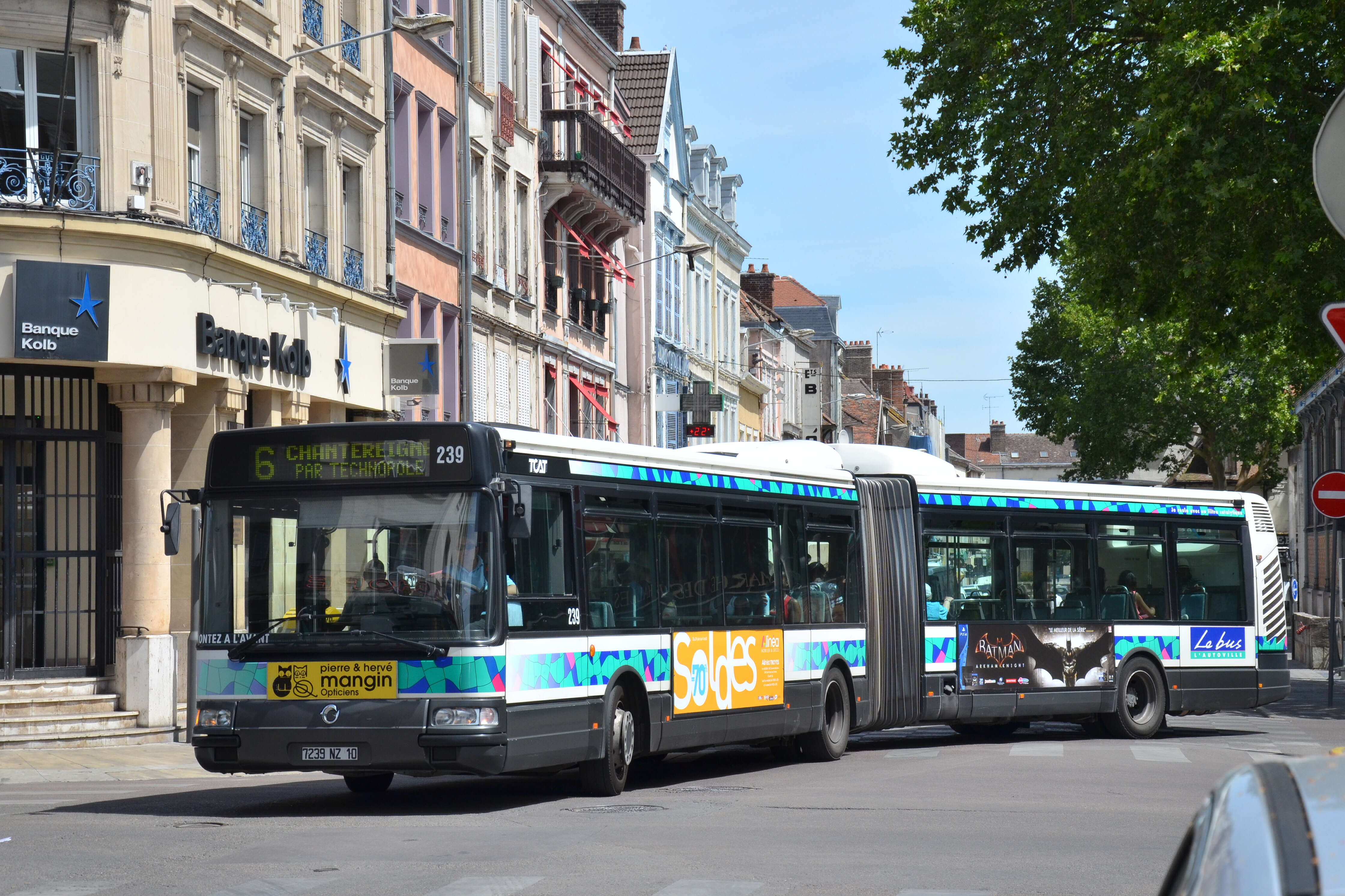
Irisbus Agora L de Troyes

L'any 1997 fou llançat l'Agora articulat (o Agora L), de 18 metres i amb una configuració de dues portes al mòdul davanter i una o dues portes al mòdul posterior. Un any abans, el motor originari fou adaptat per a complir amb la normativa anti pol·lució Euro 2. Com que el Renault R312 mai tingué carrosseria articulada, l'Agora L pot també considerar-se el successor del Renault PR100.
El 2002 l'Agora passa a ser comercialitzat per Irisbus (unió comercial entre Iveco i Renault), cambiant el logotip frontal pel dofí circular i desapareguent el rombe. Un any abans es produí l'últim canvi mecànic del model: el motor dièsel Iveco Cursor 8 F2B de sis cilindres en línia, 7.790 cc i 290 cv conforme amb la normativa europea d'emissions Euro 3.

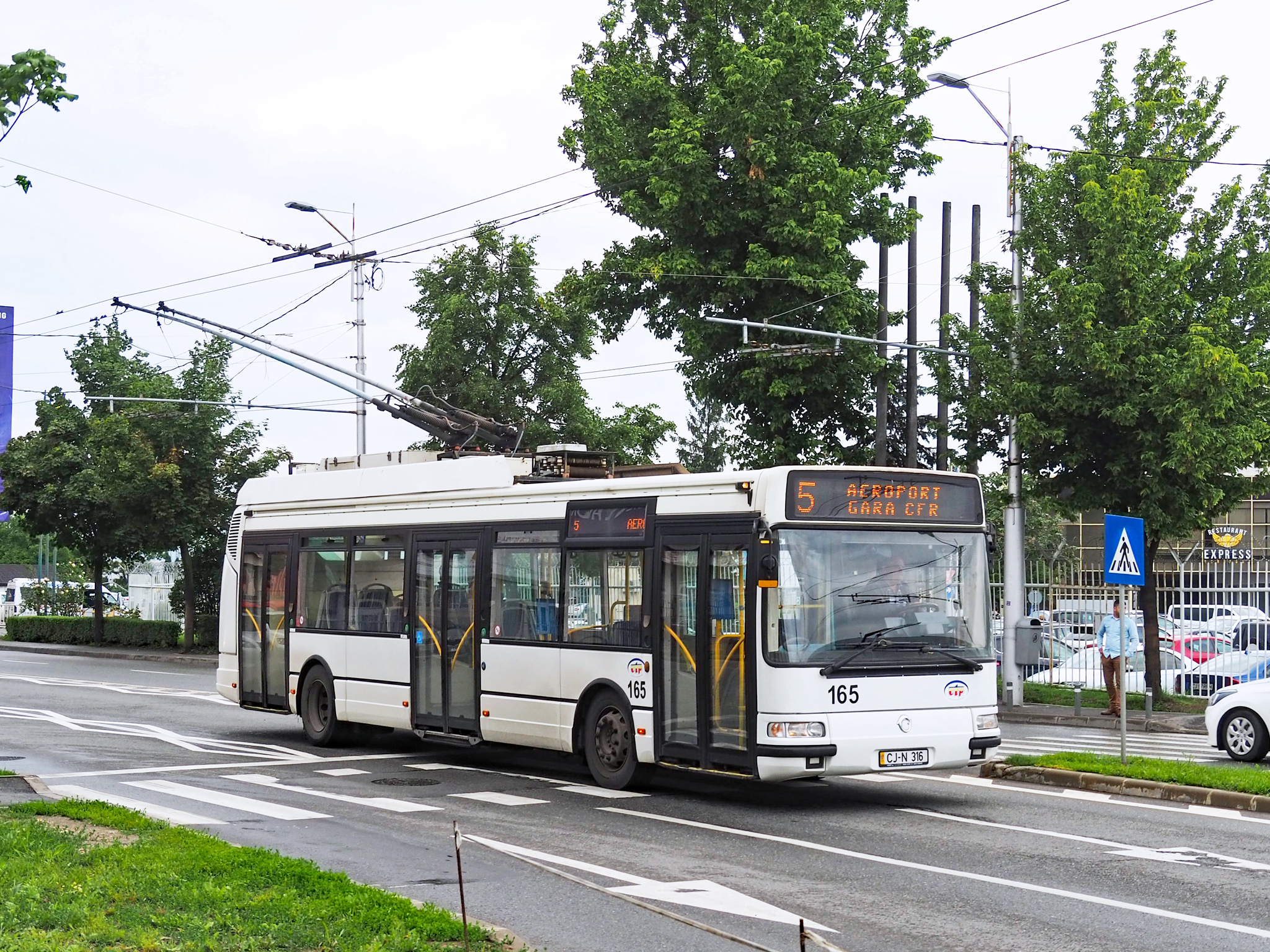
Agora S Troleibús a Cluj-Napoca

També hi hagué una versió troleibús de l'Agora produït per la pròpia Irisbus i per Škoda sota el nom de 24Tr i 25Tr. Amb la marca Irisbus fou produït tant en versió curta (Agora S), com articulada (Agora L). També com a troleibús fou produït per Astra Bus i Skoda exclusivament per a la ciutat de Cluj-Napoca, moltes d'elles unitats parisines reconvertides; han hagut 26 Agora S i 16 Agora L.
Pel que fa a altres variants, hi trobem l'Agora Line, llançat el 199 i amb un disseny exterior pràcticament idèntic a l'Agora S (12 metres), amb una, dues o tres portes però diferenciat per la posició del motor, montat longitudinalment sota els seients dels passatgers i no transversalment com a l'Agora S i L; això permetia un nombre més gran de seients i d'economia de carburant, fent-la una versió adequada per als trajectes periurbans i suburbans. L'evolució de l'Agora Line, l'Agora Moovy fou presentada l'any 2003 i estava encara més preparada per a viatges suburbans per carretera.

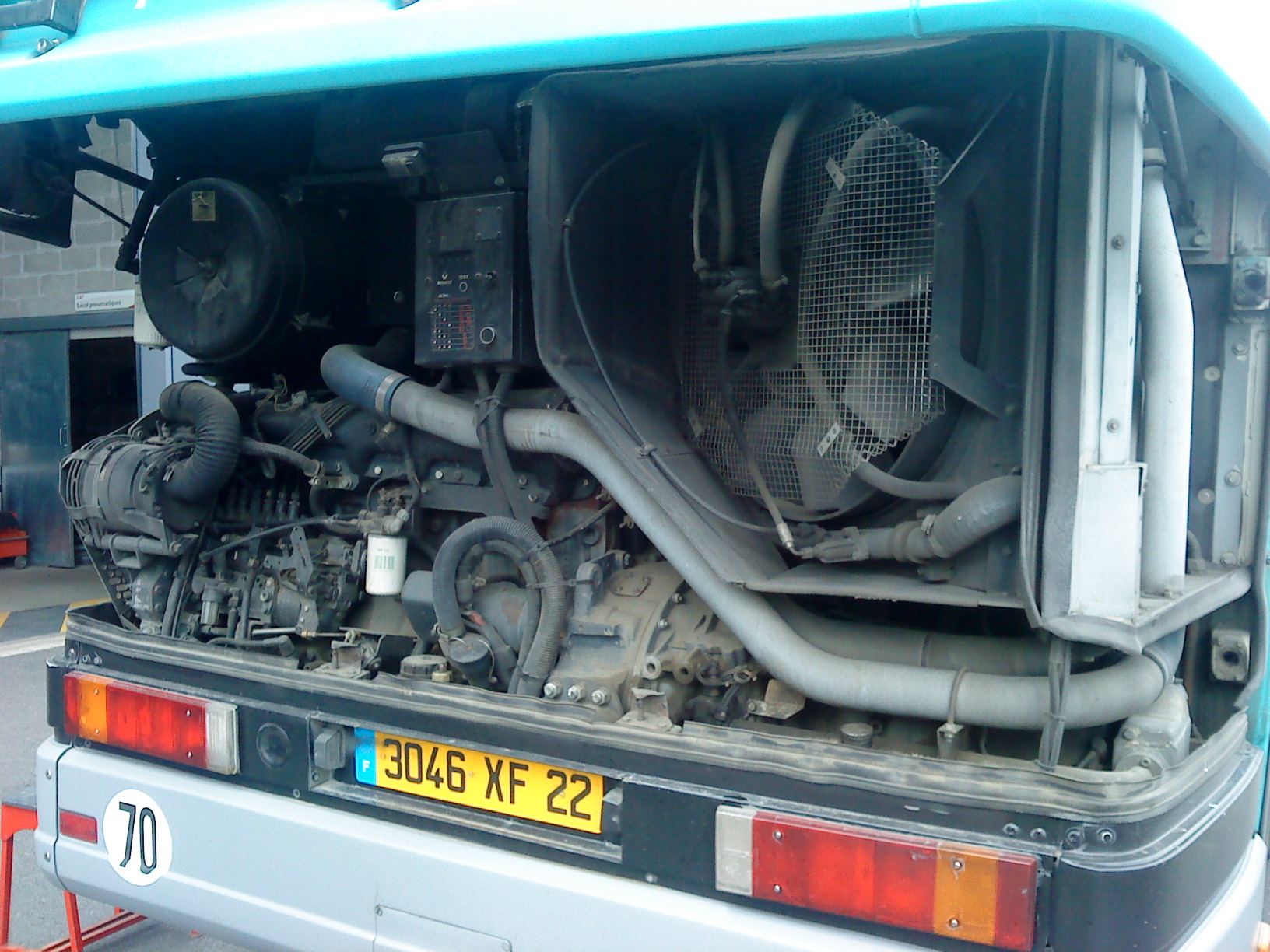
Motor Euro 2 de Bourg-en-Bresse

Quant a les motoritzacions alternatives, l'Agora equipà motors elèctrics i a gas natural vehicular (GNV). Els primers només estigueren disponibles per als troleibusos produïts entre els anys 2001 i 2005; les unitats propulsades amb GNV foren introduïdes l'any 1997 en els motors Euro 2 de Renault i continuaren muntant-se en els motors Euro 3 Iveco, tant en les carrosseries curtes de 12 metres (Agora S) com en les articulades de 18 metres (Agora L).
La producció de l'Agora arribà a la seua fi el desembre de 2005 amb un total de 11.066 unitats produïdes. L'última unitat fou entregada a la RATP el 8 de febrer de 2006. L'Irisbus Agora fou finalment succeït per l'Irisbus Citelis.

## Empreses i operadors
- Budapesti Közlekedési (BKK)
- Carousel Buses
- Compania de Transport Public Cluj-Napoca (CTP)
- Empresa Malagueña de Transportes (EMT)
- Empresa Municipal de Transportes de Madrid (EMT)
- Empresa Municipal de Transports de València (EMT)
- Ilévia
- Lignes d'Azur
- Norfolk Green
- Organismos Astikon Sygkoinonion Athinon (OASA)
- Régie autonome des transports parisiens (RATP)
- Société des transports de l'agglomération nazairienne (STRAN)
- Société de transport du Grand Angoulême (STGA)
- Transurbain
- Transports de l'agglomération grenobloise (TAG)
- Transports de l'agglomération orléanaise (TAO)
- Transports de l'Agglomération Châtelleraudaise (TAC)
- Transports en commun lyonnais (TCL)
- Transport en commun de Nevers (TCN)
- transports urbains de Bourg-en-Bresse Agglomération (TUB)
- Transportes Urbanos de Sevilla (TUSSAM)
- Transportes Urbanos de Zaragoza (TUZSA)